# Frida Katz
Cornelia Frida barones Mackay-Katz (Amsterdam, 29 juli 1885 — Aerdenhout, 30 maart 1963) was een Nederlands advocaat en christelijk-historisch politica. Zij was het eerste vrouwelijke Tweede Kamerlid afkomstig uit een protestants-christelijke partij (1922).

## Biografie

### Achtergrond en opleiding
Katz' vader was een links-liberale strafpleiter van Joodse afkomst die op jonge leeftijd overleed en haar moeder was van progressief-christelijken huize. Frida kreeg een Waals-Hervormde opvoeding. Haar moeder was een groot voorstander van vrouwenkiesrecht. Frida Katz bezocht het Barlaeus Gymnasium in haar geboortestad en studeerde vervolgens rechten aan de Universiteit van Amsterdam. In 1916 promoveerde zij bij professor J.A. van Hamel op het proefschrift Het onrechtmatig gebruik der electrische energie en de wettelijke maatregelen daartegen. Naast haar studie rechten volgde zij in Zürich bij de bekende psychiater een cursus psychologie en zij bleef haar hele leven beïnvloed door Jung en Sigmund Freud.

### Advocate
Na haar promotie werd zij advocaat en procureur te Amsterdam (1917) bij het advocatenkantoor P.G. van Anrooy. In 1920 werd zij plaatsvervangend griffier bij het Gerechtshof Amsterdam. Van 1922 tot 1927 had mej. Katz een eigen advocatenpraktijk in de hoofdstad. Als advocate ging haar belangstelling vooral uit naar kinder- en familierechtzaken en strafzaken. Zij was een groot voorstander van reclassering en was van 1930 tot 1937 lid van Centraal College voor de Reclasseering en van de Psychopatenraad.

### Vrouwenbeweging
Katz legde reeds tijdens haar studententijd een grote belangstelling voor de vrouwenbeweging aan de dag. Katz betoonde zich een voorstander van de invoering van vrouwenkiesrecht. Zij sloot zich aan bij de vrouwenbeweging en werd in 1904 ordecommissaris bij het Internationaal Congres voor Vrouwenkiesrecht en in 1909 werd zij bestuurslid van de afdeling Amsterdam van de Bond voor Vrouwenkiesrecht. In 1919 werd zij lid van het hoofdbestuur van de Nederlandse Christen-Vrouwenbond die opkwam voor de stoffelijke en niet-stoffelijke belangen van vrouwen. Van 1935 tot 1946 was zij tevens voorzitster van de Centrale van Christelijk-Historische Vrouwengroepen. Daarnaast was zij actief in de commissie voor de rechtstoestand van de vrouw van de Internationale Vrouwenraad (vanaf 1920).

### Politiek
Katz kwam omstreeks 1918 in contact met de Hervormde predikant Jan Rudolph Slotemaker de Bruïne. Slotemaker de Bruïne behoorde tot de Christelijk-Historische Unie (CHU) en gold in sociaal opzicht als progressief. Daarnaast was hij evenals Katz een voorstander van vrouwenkiesrecht. Mede onder invloed van Slotemaker de Bruïne en deelname aan het tweede Christelijk-Sociaal Congres (1919) trad zij in 1919 toe tot de CHU. De keuze voor de CHU hing niet alleen samen met haar geloofsovertuiging, maar deze partij liet van de twee protestants-christelijke partijen ook de meeste ruimte voor vrouwen in de politiek.
In 1920 werd Katz in het hoofdbestuur van de CHU. In 1921 kwam zij in de gemeenteraad van Amsterdam en 1922 werd zij bij de Tweede Kamerverkiezingen als eerste vertegenwoordigster van een christelijke partij in de Tweede Kamer gekozen. Binnen de CHU-fractie nam zij soms een minderheidsstandpunt in: in 1924 verzette zij zich als enige van haar fractie tegen het verplicht ontslaan van gehuwde ambtenaressen, in 1930 betoonde zij zich een groot voorstander van het openstellen van het ambt van burgemeester voor vrouwen (hetgeen fel werd bekritiseerd in confessionele kring). In 1932 stemden Katz en Slotemaker de Bruïne als enigen van hun fractie tegen het wetsontwerp inzake smadelijke godslastering.
Bij de Tweede Kamerverkiezingen van 1937 werd zij als Kamerlid herkozen. Haar huwelijk met Constantijn Willem Ferdinand baron Mackay (zoon van het vroegere AR-Tweede Kamerlid Theodoor Philip baron Mackay) later dat jaar maakte haar lidmaatschap van de Tweede Kamer echter onzeker. Was het immers wel gepast dat een gehuwde vrouw Kamerlid voor de CHU kon zijn? Na overleg met haar man was zij echter tot de conclusie gekomen dat ze als Kamerlid moest aanblijven. Zo kort na de verkiezingen als Kamerlid aftreden zou in haar ogen onredelijk zijn ten opzichte van haar kiezers. Ze besloot tot de geplande Kamerverkiezingen van 1941 aan te blijven. Frida Mackay-Katz werd in haar beslissing gesteund door de fractievoorzitter van de CHU in de Tweede Kamer, jhr. Dirk Jan de Geer. Hoewel de verkiezingen van 1941 als gevolg van de Duitse bezetting van Nederland niet doorgingen, stelde mevr. Mackay-Katz haar zetel in 1941 ter beschikking. Na de Tweede Wereldoorlog kwam jkvr. C.W.I. Wttewaall van Stoetwegen als Kamerlid voor haar in de plaats.
Barones Mackay-Katz publiceerde in 1946 het boek "Wat deden de vrouwen met haar kiesrecht? Het algemeen vrouwenkiesrecht in de practijk, 1919-1940" onder redactie van C. Pothuis-Smit een bijdrage over de arbeid van de CH-Vrouwen in de periode 1919-1946.

### Naoorlogs leven en overlijden
Na de oorlog was mevr. Mackay-Katz niet meer politiek actief, ook al vervulde zij nog wel bestuursfuncties binnen de Centrale van CH-Vrouwen.
Mackay-Katz overleed op 77-jarige leeftijd, op 30 maart 1963 in haar woonplaats Aerdenhout.
Mackay-Katz was geen feminist in de moderne zin van het woord. Volgens haar konden vrouwen een openbaar ambt bekleden, maar lag haar primaire taak toch in het gezin.
In Weert is een straatnaam naar haar vernoemd de "Cornelia Katzstraat".

## Woonadressen
- Amsterdam, Weteringschans 233, omstreeks 1922
- Amsterdam, Jan van Eijckstraat 8, omstreeks 1936
- Ermelo, vanaf 1937
- 's-Gravenhage, Van Kijfhoeklaan 48, omstreeks 1938
- Aerdenhout, Madelievenlaan 6, omstreeks 1956

## Ridderorden
- Ridder in de Orde van de Nederlandse Leeuw, 28 augustus 1931

## Verwijzingen
1. ↑  Aldus Hendrik Willem Tilanus: Tilanus vertelde mij zijn leven, door: Drs. G. Puchinger, 1966, blz. 103
2. ↑  In tegenspraak met
3. ↑  http://www.iisg.nl/bwsa/bios/katz.html
4. ↑  vertelde mij zijn leven, door: Drs. G. Puchinger, 1966, blz. 103